# Prononciation de la langue espagnole
 (décembre 2022).
 (décembre 2022).
La prononciation de la langue espagnole est la prononciation de l’espagnol ou castillan.
Cette page utilise l’alphabet phonétique international. Suivant les conventions internationales, entre barres obliques // sont indiqués les phonèmes et archiphonèmes (éléments phonologique), et entre crochets [] sont indiqués les phones (réalisations phonétiques).

## Phones de l’espagnol
Les syllabes toniques sont précédées du symbole « ˈ », les accents secondaires sont notés « ˌ ». Le symbole « ː » placé derrière un phone indique un prolongement de celui-ci.

### voyelles orales
| phone (symbole) | description phonétique                    | commentaires |
| --------------- | ----------------------------------------- | --- |
| [a]             | voyelle ouverte antérieure non arrondie   | prononciation de a correspond à a italien, a tonique catalan, réalisation majoritaire de a en toute position en catalan occidental, a français de patte, réalisation la plus commune de a tonique et prétonique et occitan |
| [o]             | voyelle mi-fermée postérieure arrondie    | prononciation de o (voir remarques ici) |
| [u]             | voyelle fermée postérieure arrondie       | prononciation de u vocalique o / ó occitan, ou français, u catalan, italien, portugais |
| [e]             | voyelle mi-fermée antérieure non arrondie | prononciation de e (voir remarques ici) é français de fée, e et é occitans, e catalan de muller, e atone du catalan occidental, e atone, é, e de faggeto italien                                                           |
| [i]             | voyelle fermée antérieure non arrondie    | i vocalique comme dans les autres langues romanes |

### consonnes

#### consonnes occlusives orales
Le système des occlusives de l'espagnol ne présente pas de difficulté particulière pour le lecteur francophone.
Les phonèmes occlusifs /d t n/ présentent des variantes conditionnées alvéolaires [d t n] et dentales [d̪ t̪ n̪] (cette distinction n’a pas été considérée et seule les premières ont été notées ici).
| phone (symbole) | description phonétique               | graphèmes                |
| --------------- | ------------------------------------ | ------------------------ |
| [p]             | consonne occlusive bilabiale sourde  | p                        |
| [b]             | consonne occlusive bilabiale sonore  | b                        |
| [t]             | consonne occlusive alvéolaire sourde | t                        |
| [d]             | consonne occlusive alvéolaire sonore | d                        |
| [k]             | consonne occlusive vélaire sourde    | c (+a, o, u), qu         |
| [g]             | consonne occlusive vélaire sonore    | g (+a, o, u), gu (+e, i) |

#### consonnes occlusives nasales
| phone (symbole) | description phonétique                         | commentaires |
| --------------- | ---------------------------------------------- | --- |
| [m]             | consonne occlusive nasale bilabiale sonore     | réalisation dominante de m comme en français, occitan, catalan, italien...                                                                   |
| [ɱ]             | consonne occlusive nasale labio-dentale sonore | réalisation de n devant la fricative labiodentale [f] comme en catalan                                                                       |
| [n]             | consonne occlusive nasale alvéolaire sonore    | réalisation dominante de n ; réalisation de m en finale comme en catalan, italien, occitan général, comme en français lorsqu'il est sensible |
| [ɲ]             | consonne occlusive nasale palatale sonore      | noté ñ nh en portugais et occitan, gn en français, ny en catalan ; gn en italien est généralement géminé [ɲɲ] dans la prononciation standard |
| [ŋ]             | consonne occlusive nasale vélaire sonore       | réalisation de n devant consonne vélaire ([k g x]), réalisation possible de n final comme en catalan et occitan, n(g) de l'anglais ring      |

#### consonnes fricatives et affriquées
Comme en catalan et occitan occidental (languedocien et gascon), les occlusives sonores ([b d g]) présentent des variantes combinatoires fricatives (respectivement [β ð ɣ]), que l'on peut trouver lorsque ces consonnes ne sont pas à l'initiale ou derrière nasale (ou, dans le cas de [d], devant /l/). Néanmoins, cette tendance à la fricatisation peut varier selon les phones et les contextes (on tendra par exemple à maintenir l'occlusion dans une prononciation soignée), et n'existe pas si le locuteur marque une pause. Ces variantes ne sont pas indiquées dans le tableau ci-dessous (seul varie le trait de fermeture : occlusif > fricatif).
L’andalou et les parlers non péninsulaires présentent des variantes significatives qui ne sont pas indiquées ci-dessous.
| phone (symbole) | description phonétique                  | commentaires |
| --------------- | --------------------------------------- | --- |
| [f]             | consonne fricative labio-dentale sourde | notée f comme en français, occitan, italien, portugais, catalan... |
| [θ]             | consonne fricative dentale sourde       | c devant e et i, z en toute position |
| [s]             | consonne fricative alvéolaire sourde    | s en toute position s espagnol (standard) est dorso-dental ou lamino-alvéolaire (prononcé avec le dos de la langue contre les alvéoles du palais, parfois dit s « chuitant »), comme en catalan et occitan occidental ; il est prononcé plus en arrière que le s français et italien et est pratiquement prononcé comme [ʃ] (ch français) chez certains locuteurs |
| [x]             | consonne fricative vélaire sourde       | j en toute position, g devant e et i son rare dans les langues romanes (on peut le trouver en francoprovençal), proche de r français mais sans voisement |
| [t͡ʃ]            | consonne affriquée (pré)palatale sourde | ch en toute position ch en anglais, ch en occitan méridional et en gascon, tch français de atchoum, tx en catalan, c italien de oceano |

#### consonnes liquides (latérales ou rhotiques)
| phone (symbole) | description phonétique                       | commentaires |
| --------------- | -------------------------------------------- | --- |
| [l]             | Consonne spirante latérale alvéolaire voisée | notée l comme dans les autres langues romanes |
| [ʎ]             | consonne latérale palatale sonore            | notée ll correspond à lh (articulation traditionnelle) en portugais, en languedocien, gascon et dauphinois, ll en catalan (tendance contemporaine à l'articulation [j] très répandue) ; gl(i) de l'italien, souvent géminé (pex. dans aglio > [ˈaʎʎo] ; ancienne prononciation de -ill- en français |
| [ɾ]             | consonne battue alvéolaire sonore            | r intervocalique ou implosif comme en catalan et languedocien, r initial, intervocalique ou implosif italien |
| [r]             | consonne roulée alvéolaire sonore            | rr intervocalique, r initial ou en début de syllabe derrière consonne comme en catalan et occitan occidental, rr intervocalique italien |

Le groupe lr tend à se prononcer [r] par assimilation . el rey > [eˈrej].

### glides
Certains auteurs distinguent la notation des semi-consonnes et semi-voyelles (les diphtongues décroissantes sont notées avec des semi-voyelles ; seule la notation de semi-consonnes a été retenue ici). De même, la notion de diphtongue peut varier. Ci-dessous le terme de diphtongue fait référence au deux cas d'une glide précédée ou suivie d'une voyelle. Les contextes où on trouve ces glides sont détaillés ici.
- [w] : u non vocalique ; ou du français oui, ouate, u de l'italien cuora, du catalan teulat
- [j] : i non vocalique ; i du français miel, de l'italien iena, du catalan feina ; nous ne distinguons pas [j] de [ʝ] (respectivement semi-consonne et approximante dans l'API) et notons uniformément [j] ([ʝ] est une variante contextuelle de [j] fréquente en espagnol d'Amérique notamment)

## Généralités
On dit souvent que l'espagnol se prononce comme il s'écrit. À strictement parler c’est inexact car tous les parlers natifs actuels présentent certaines divergences plus ou moins marquées par rapport au standard écrit. Néanmoins, il est vrai que le lien entre l’orthographe  et la phonétique de l’espagnol ne présente pas de difficulté particulière, à la différence d’autres langues comme l’anglais ou le français ; la prononciation standard péninsulaire reste relativement proche des formes orthographiques et ses divergences par rapport à l’orthographe sont généralement omises dans l’enseignement à destination des nouveaux apprenants.

## Espagnol péninsulaire standard
La prononciation de l’espagnol péninsulaire standard correspond grosso modo à la prononciation traditionnelle de la Vieille Castille (actuellement Castille-León). Certaines innovations dont la diffusion est restreinte n’ont pas été incluses ci-dessous.

### Partition syllabique
Dans la très grande majorité des cas, la syllabation ou partition syllabique (découpage des mots en syllabe) peut être facilement déduite à partir de la graphie du mot, en respectant les règles suivantes :
- Toute syllabe est constituée autour d'un noyau vocalique (une voyelle et une seule par syllabe).
- Les digrammes ch, ll, et rr représentent chacun une seule consonne.
- Une consonne située entre deux voyelles marque le début d'une syllabe
- Dans les groupes de deux consonnes, la deuxième marque le début d'une syllabe, sauf s'il s'agit d'un groupe « occlusive + liquide » ou bien « fricative labio-dentale ([f]) + liquide », auquel cas le groupe marque le début de syllabe.[réf. souhaitée]
- Dans les groupes de trois consonnes, la troisième consonne marque le début d'une syllabe, sauf si les deux dernières forment un groupe « occlusive + liquide » ou bien « fricative labio-dentale ([f]) + liquide », auquel cas la syllabe commence à la deuxième consonne du groupe.
- Dans les groupes de quatre consonnes, la syllabe commence à la troisième consonne.
- Un groupe de deux voyelles incluant i ou u (sans accent écrit ni tréma) est une diphtongue (il est prononcé comme une voyelle simple, d'une seule émission de voix, et constitue nécessairement le noyau de la syllabe). Il existe néanmoins des exceptions que l'on ne peut généralement pas déterminer a priori. Les groupes de trois voyelles comportent obligatoirement un accent écrit[réf. nécessaire] et la voyelle accentuées marque le début d'une syllabe. ï est prononcé [i] (et forme donc le noyau syllabique d'une syllabe) ; ü est toujours prononcé [w] et suivi d'une autre voyelle avec qui il forme donc une diphtongue.
- Tous les autres groupes de deux voyelles sont prononcés en hiatus : chaque voyelle forme un noyau vocalique (et la seconde marque donc une attaque de syllabe).

Exemples :
- gato > ga-to
- perro > pe-rro
- lápiz > lá-piz
- fructífero > fruc-tí-fe-ro
- fascista > fas-cis-ta
- promiscuo > pro-mis-cuo
- asbesto > as-bes-to
- alcohol > al-co-hol
- parche > par-che
- pardo > par-do
- pérdida > pér-di-da
- abstinencia > abs-ti-nen-cia
- abstruso > abs-tru-so
- aplacar > a-pla-car
- aclamar > a-cla-mar
- hablar > ha-blar
- aflamar > a-fla-mar
- africado > a-fri-ca-do
- mezclar > mez-clar
- ausencia > au-sen-cia
- pierde > pier-de
- mueve > mue-ve
- ciudad > ciu-dad
- buitre > bui-tre
- dieciséis > die-ci-séis
- barbacoa > bar-ba-co-a
- baobab > ba-o-bab
- caída > ca-í-da
- creía > cre-í-a
- creíais > cre-í-ais
- hoyáis > ho-yáis

Exemples de hiatus courants ne suivant pas les règles indiquées dans la prononciation commune :
- veintiuno > vein-ti-u-no (idem veintiocho)
- reintegrar > re-in-te-grar (et dérivés reintegración, reintegracionismo, etc.)
- aislar > a-is-lar (et dérivés aislado, aislamiento, etc.)
- huir > hu-ir (tous les verbes en -uir sont dans le même cas)
- resfriado > res-fri-a-do[2]
- deidad > de-i-dad

D'autres cas sont moins tranchés
- actuar est souvent prononcé ac-tu-ar (ainsi que ses dérivés)
- fiar est majoritairement prononcé en deux syllabes (fi-ar) ; pour confiar c'est moins net (on entend aussi bien con-fi-ar que con-fiar)[réf. nécessaire]

La présence d’un tréma pourrait permettre de noter correctement ces hiatus, mais l’usage de ce symbole est resté très restreint en espagnol. De plus, les remarques ci-dessus concernant les hiatus indiquent des tendances générales, mais on peut très bien entendre une prononciation diphtonguée, sans que cela pose jamais de problème de compréhension (la distinction entre un hiatus et une diphtongue est sans valeur phonologique). Ces mêmes raisons — absence de frontière nette entre hiatus et diphtongue dans certains cas et dans de nombreux parlers — ont motivé la suppression de certains accents écrits lors des différentes réformes orthographiques (par exemple sur les infinitifs en -uir lors de la réforme de 1952 : contruír, huír, etc. sont devenus construir, huir)[source insuffisante].

### Place de l'accent tonique
En espagnol, dans tous les mots polysyllabiques, une syllabe est prononcée plus fort que les autres ; on dit que c'est la syllabe tonique du mot, ou bien qu'elle porte l'accent tonique.
L’accent tonique a une valeur phonologique primordiale en espagnol : il permet de distinguer un grand nombre de mots, par exemple papa 'pape' ou 'pomme de terre' / papá 'papa', canto 'je chante' ou 'chant' / cantó 'il/elle a chanté', etc.
La graphie permet de connaître la syllabe accentuée :
- Si le mot contient un accent écrit, la voyelle qui porte cet accent porte est tonique. Par exemple : carácter [kaˈrakteɾ], América [aˈmeɾika], camión [kaˈmjon]. Tous les mots proparoxytons (accentués sur la syllabe antépénultième) portent un accent écrit.
- Si le mot ne comporte pas d'accent écrit, deux cas se présentent :
  - Si le mot se termine par une voyelle, par « n » ou par « s » (marques du pluriel des noms et des verbes), c'est l'avant-dernière syllabe qui est tonique. Par exemple : chica [ˈt͡ʃika], maleta [maˈleta], vacaciones [bakaˈθjones], Carmen [ˈkaɾmen], nevera [neˈβera].
  - Dans les autres cas, c'est-à-dire si le mot se termine par une consonne autre que « n » et « s », c'est la dernière syllabe qui est tonique. Par exemple : aprender [apɾenˈdeɾ], congelador [koŋxelaˈðoɾ], viajar [bjaˈxaɾ], certitud [θeɾtiˈtuð], papel [paˈpel].

remarque
- Les mots composés conservent les accents toniques de leurs composants : buscavida > [ˌbuskaˈβiða]. Le dernier est cependant le plus marqué (noté [ˈ]) et les autres le sont moins (ce sont des accents secondaires, notés [ˌ]). En particulier, les adverbes formés à partir d'un adjectif avec le suffixe -mente portent donc l'accent principal sur le suffixe et l'accent secondaire sur le radical ; si l'adjectif comporte un accent écrit, il est maintenu dans l'adverbe dérivé. Ainsi : categóricamente] (de categórico [kateˈɣoɾiko]) est prononcé [kateˌɣorikaˈmente], radicalmente (de radical [raðiˈkal]) se prononce [raðiˌkalˈmente], etc.
- Certains termes proclitiques ou grammaticaux (articles définis, prépositions, conjonctions...) sont généralement atones dans le discours (ils ne portent pas d'accent tonique). S'ils sont polysyllabiques, les locuteurs ne marquent l’accent tonique que dans le cas d'une prononciation isolée mais il disparaîtra normalement s'il est inséré dans un discours. Par exemple, la préposition para est prononcée [ˈpaɾa] isolée, mais sera normalement atone dans le discours (on pourra même l'entendre prononcée [paˌɾa] ; la variante informelle [pa] est courante dans de nombreux parlers, en Espagne comme en Amérique, cette usure découlant de sa présence en position proclitique). L'article indéfini un (et ses flexions) est habituellement tonique dans le discours.
- Quelques mots monosyllabiques portent un accent écrit afin de permettre la distinctions d'homographes (les mots non accentués sont des proclitiques sans accent propre dans le discours), par exemple : mí pronom personnel / mi adjectif possessif, él pronom personnel / el article défini, sé flexion verbale / se pronom personnel, dé flexion verbale / de préposition, si conjonction / sí adverbe, mas conjonction / más adverbe et substantif.

### Phonologie
N’est indiquée ci-dessous que la phonologie de l'espagnol standard péninsulaire communément admise.
La colonne « allophones » n'indique que les variantes combinatoires (réalisations conditionnées par le contexte phonétique). Pour connaître les conditions de réalisations des variantes combinatoires, se référer à la section #Prononciation des graphèmes consonantiques. Les variantes libres sont présentées dans la partie #Variantes dialectales.
Seuls les phonèmes admettant plusieurs variantes combinatoires dans le standard péninsulaire sont indiqués (pour les autres le même signe pourra être utilisé pour noter le phonème et le phone). Noter que les glides sont souvent considérées comme des variantes combinatoires du phonème vocalique correspondant ([j] de /i/ et [w] de /u/).
| phonème | allophones (réalisations phonétiques possibles) |
| ------- | ----------------------------------------------- |
| /b/     | [b], [β]                                        |
| /d/     | [d], [ð]                                        |
| /g/     | [g], [ɣ]                                        |
| /n/     | [n], [ɱ], [ŋ]                                   |

Neutralisations phonologiques :
- Pour les consonnes occlusives, l'opposition sourde /sonore est neutralisée en fin de syllabe :  /p/~/b/, /t/~/d/, /k/~/g/ ; en position intérieure, la consonne s'assimilera sur la consonne suivante en devenant sourde ou sonore selon la sonorité de cette dernière (sauf dans le cas de d évoqué plus bas, on ne trouve pas ces consonnes dans des mots patrimoniaux espagnols et la prononciation reste mal établie)
- L'opposition entre les nasales /n/ et /m/ est neutralisée en position implosive (en fin de syllabe ou de mot) : apparition d'un archiphonème /ɴ/ réalisé majoritairement [n] en finale absolue, et déterminé par le point d'articulation de la consonne subséquente (assimilation) dans les autres cas
- L'opposition entre les rhotiques /ɾ/ et /r/ n'est valable qu'entre voyelle ; dans les autres cas on a un archiphonème /ʀ/, toujours réalisé [r] en début de mot, et majoritairement [ɾ] en position implosive (la variante libre [r] est néanmoins courante)
- L'existence de /r/ comme un phonème de l'espagnol est controversée, certains auteurs le considérant comme une forme géminée de /ɾ/, gémination qui n'a de valeur phonématique qu'entre voyelles (selon ce point de vue, /ɾ/ a pour réalisation à l'initiale la variante combinatoire [r], et pour variantes libres [ɾ] et [r] à l'implosive)[4].

### Prononciation des graphèmes consonantiques
| graphèmes | prononciations | exemples                                                                              |
| --------- | --- | ------------------------------------------------------------------------------------- |
| b         | [b] au début de mot ou après consonne nasale ou latérale [β] dans les autres cas | baba > [ˈbaβa] bomba > [ˈbomba] absoluto > [aβsoˈluto] hablar > [aˈβlaɾ]              |
| c         | [k] devant consonne, a, o, ou u [θ] devant e ou i |                                                                                       |
| ch        | [t͡ʃ] en toute position (n'existe qu'en début de syllabe) |                                                                                       |
| d         | [d] au début de mot ou après consonne nasale ou latérale [ð] dans les autres cas[réf. nécessaire]                                                                                             | dado > [ˈdaðo] donde > [ˈdonde] verdad > [beɾˈðað]                                    |
| f         | [f] en toute position |                                                                                       |
| g         | [x] devant e ou i [ɣ] entre a, o, u ou liquides [g] dans les autres cas (devant a, o et u en début de mot ou derrière n)                                                                      |                                                                                       |
| gu        | [ɣw] derrière voyelle ou liquides et devant a ou o [gw] devant a ou o dans les autres cas [ɣ] derrière voyelle ou liquides et devant i ou e [g] devant i ou edans les autres cas              |                                                                                       |
| h         | presque toujours muet (marque parfois une tendance au hiatus) [x] dans certains emprunts (généralement de langues germaniques ou de l'arabe)                                                  | hora > [ˈoɾa] hámster > [ˈxamsteɾ]                                                    |
| j         | [x] en toute position (se trouve surtout en position explosive) |                                                                                       |
| k         | [k] en toute position (rare) |                                                                                       |
| l         | [l] en toute position |                                                                                       |
| ll        | [ʎ] en toute position (n'existe qu'en début de syllabe, jamais derrière consonne) |                                                                                       |
| m         | [n] en finale absolue (en fin de mot) [m] dans les autres cas | álbum, inversor > [ˈalbun], [imbeɾˈsoɾ]                                               |
| n         | [ŋ] devant [k], [g], [x] [m] devant bilabiale ([b], [p], [m]) [ɱ] devant [f] [n] dans les autres cas                                                                                          | inminente, inversor > [immiˈnente] [imbeɾˈsoɾ]                                        |
| ñ         | [ɲ] en toute position (n'existe qu'en début de syllabe) |                                                                                       |
| p         | [p] en toute position |                                                                                       |
| qu        | [k] en toute position (n'existe qu'en début de syllabe devant i ou e) |                                                                                       |
| r         | [r] en position initiale absolue (en début de mot) ou derrière consonne en attaque syllabique [ɾ] dans les autres cas (entre voyelles ou en fin de mot)                                       | rata > [ˈrata], honrado > [onˈraðo], honor > [oˈnoɾ], ahora > [aˈoɾa], pero > [ˈpeɾo] |
| rr        | [r] en toute position (n'existe qu'entre voyelles) | perro > [ˈpero]                                                                       |
| s         | [s] en toute position | sustituyes, caso, persa > [sustiˈtujes], [ˈkaso], [ˈpeɾsa]                            |
| t         | [t] en toute position | tutear, astro > [tuteˈaɾ], [ˈastɾo]                                                   |
| v         | [β] entre voyelles ou liquides [b] dans les autres cas |                                                                                       |
| x         | [ks] en toute position | exacto > [ekˈsakto]                                                                   |
| y         | [j] (n'apparaît qu'en début de mot devant voyelle, entre voyelles ou en finale absolue ; y > [i] est une exception, mais devient fréquemment [j] dans le discours devant ou derrière voyelle) | ya, haya > [ˈja], [ˈaja]                                                              |
| z         | [θ] en toute position (n'apparaît que devant les voyelles a, o et u à de très rares exceptions près, ou en fin de syllabe)                                                                    |                                                                                       |

Remarques
- gü est utilisé devant i et e ; dans ce groupe, g est prononcé [ɣ] ; u est généralement prononcé [w] (mais tend parfois à être prononcé [u] derrière certains groupes consonantiques).
- v et b se prononcent de la même manière (on parle de bêtacisme).
- s connaît un grand nombre de variations dans ses réalisations dialectales.
- L'espagnol moderne présente un nombre très réduit de fricatives et affriquées. Elles étaient beaucoup plus nombreuses en espagnol médiéval, mais un important réajustement a eu lieu autour du XVIe siècle pour déboucher sur le système actuel ; ce réajustement ne s'est pas déroulé partout de façon uniforme et explique une grande partie des importantes variations dialectales que l'on trouve actuellement à ce niveau.
- En fin de mot, n est fréquemment prononcé [ŋ].
- Dans quelques nom propres et dérivés est maintenue une orthographe archaïque où x[5] doit être prononcé [x], comme México, mexicano > [ˈmexiko], [mexiˈkano] (les formes Méjico, mejicano existent mais sont minoritaires).
- [n̪], allophone dental de /n/ devant t et d est noté [n] ci-dessous.
- w n'apparaît que dans des emprunts à d'autres langues (surtout germaniques), il est prononcé [w], [u] ou comme b selon les cas
- x tend à se prononcer [s] devant consonnes sourdes ([ks] dans ce cas est une prononciation savante) ; il tend à se relâcher en [gs] ou [s] en toute position dans la prononciation populaire
- [ʎ] tend vers [j] dans la plupart des parlers actuels (voir infra).
- r est majoritairement prononcé [ɾ] en position implosive mais la prononciation [r] n'est pas rare.
- Dans le groupe savant nm, n tend à être assimilé par m : inmóvil > [imˈmoβil].
- En position initiale, le groupe savant  ps- est le plus souvent prononcé [s] (d’où les variantes orthographiques psicología / sicología).
- Dans les très rares cas où il se trouve en position finale, j (> [x]) est couramment amuï : reloj > [reˈlo] (on peut parfois entendre un très léger battement vélaire, une sorte de [k] très atténué ; la prononciation [reˈlox] peut être perçue comme exagérée[réf. nécessaire]).

### Voyelles
Le système vocalique de l'espagnol standard est très simple comparativement aux autres langues romanes. On ne trouve que 5 voyelles, chacune pouvant porter un accent graphique « ´ » (toujours aigu) qui indique le caractère tonique :
- a est prononcé [a]
- i est prononcé [i] ; dans un groupe de deux voyelles avec a, e et o il est prononcé [j] ; dans le groupe ui il est prononcé [i] et dans iu il est prononcé j ; í accentué et ï sont toujours prononcés [i]
- o est prononcé [o]
- u est prononcé [u] ; dans un groupe de deux voyelles avec a, e et o il est prononcé [w] ; dans le groupe ui il est prononcé [w] et dans iu il est prononcé u ; ú accentué est toujours prononcé [u] ; ü est toujours prononcé [w]

remarques
- o [o] est e [e] sont en réalité d'aperture moyenne (le premier est parfois noté [o̞] par certains auteurs) et variable ; l'absence de e et o ouverts en espagnol fait que l'on dispose d'un grand espace articulatoire pour réaliser ces deux voyelles : la prononciation plus ou moins ouverte ou fermée ne peut créer aucune confusion. On observe dans la plupart des parlers une tendance à ouvrir ces deux voyelles devant coda (consonne marquant la fin d'une syllabe), particulièrement devant s, m ou n, tandis qu'elles tendent à être plus fermées en finale de mot ou de syllabe. Ainsi, le mot perros prononcé [ˈperos], avec un o fermé comme en français parisien sera perçu comme non naturel. Il existe néanmoins d'importantes variations dialectales, et certains dialectes donnent une valeur phonématique à l'ouverture de ces voyelles, par exemple l’andalou[6].
- o atone suivi de a ou e peut tendre vers [w] dans une diction rapide
- Derrière certains groupes consonantiques, les groupes i et u + voyelle tendent parfois à ne pas former de diphtongue : argüir, adriático, afluencia, embriaguez, crianza, austriaco > [aɾˈɣwiɾ]/[aɾɣuˈiɾ], [aˈðɾjatiko]/[aðɾiˈatiko], [aˈflwenθja]/[afluˈenθja] [embɾjaˈɣeθ]/[embɾiaˈɣeθ], [ˈkɾjanθa] / [kɾiˈanθa], [awsˈtɾjako]/[awstɾiˈako]
- Il n'existe pas de voyelle nasale en espagnol standard. Dans les parlers où on en trouve, elles sont néanmoins sans valeur phonologique (c'est une simple coloration donnée par la consonne subséquente sur la voyelle antérieure) et la consonne reste souvent sensible. En Espagne, la nasalisation est marquée en andalou oriental et en galicien (ainsi que certaines franges frontalières du léonais), en continuité avec le portugais. Elle est généralisée lorsque la nasale est en position finale absolue ou implosive (cántaro, crin), beaucoup plus marginalement à l’intervocalique (caña)[7]. Dans les parlers actuels, on observe une nette tendance à la nasalisation de certains groupes finaux terminés par une nasale, par exemple les termes suffixés en -(i)ón[réf. nécessaire].

### Phonétique syntaxique
Dans un énoncé syntactique (une phrase ou un groupe de mot, énoncés sans pause), la partition syllabique est redistribuée sans tenir compte des fins de mots (los otros > lo-so-tros) et les réalisations des phonèmes et archiphonèmes séparant les mots acquièrent les mêmes caractéristiques qu'en position intérieure :
- /b/, /d/ et /g/ deviennent respectivement [β], [ð] et [ɣ] entre voyelles ou liquides
- /ɴ/ (< m ou n) est prononcé [m] devant bilabiale ([b m p]), [ŋ] devant consonne vélaire et [ɱ] devant la labiodentale [f] : un país > [umpaˈis], un bombón fenomenal > [umbomˌboɱfenomeˈnal], álbum caro > [ˌalβuŋˈkaɾo], referéndum facticio > [refeˌrenduɱfakˈtiθjo]
- /ʀ/ (< r) est prononcé [ɾ] : cantar y comer > [kanˌtaɾikoˈmeɾ]
- /i/ atone devient [j] entre voyelles : uno y otro > [ˌunoˈjotɾo]

## Variantes dialectales

### Tendances générales
- [ʎ] tend à se prononcer [j] dans la plupart des parlers actuels (on parlde  yeísmo ; il s'agit d'un phénomène ancien et pratiquement généralisé dans la plupart des parlers murcien, andalous et américains).
- L'opposition entre /θ/ et /s/ n'est connue que dans les parlers péninsulaires, hors andalou. Hors de la péninsule et dans la plus grande partie de l'Andalousie, il n'existe qu'un seul phonème (voir #Seseo et ceceo).
- d intervocalique est instable et chute dans de nombreux parlers (notamment en andalou, murcien, en Amérique hispanique, ainsi que dans une bonne partie du Pays valencien, trait que l'on retrouve dans le catalan local) ainsi que dans la langue populaire, particulièrement dans le cas des mots terminés en -ado(r) et -ada. Ainsi, cantado", "cantador, bailador, nada sont fréquemment prononcés respectivement [kanˈtao], [kantaˈoɾ], [bajlaˈoɾ], [ˈna]/[ˈnaː]. Dans le groupe vocalique [ˈao] final résultat de -ado, le o est lui-même fréquemment atténué en un [w] ([kanˈtaw]) parfois à peine sensible (si bien qu'on peut parfois entendre pratiquement [kanˈtaː].
- d final est particulièrement instable (la prononciation [ð], souvent indiquée, comme application du standard orthographique). Il chute totalement dans de nombreux parlers, en particulier en Amérique, en Andalousie ainsi que dans la langue populaire de diverses régions péninsulaires. La prononciation [θ], originaire de Castille et issue d'un dévoisement de [ð], est de plus en plus prégnante dans la péninsule (c'est celle majoritairement colportée par les médias hispanophones ; elle jouit d'un certain prestige et il n'est pas rare que des locuteurs d'autres régions l'adoptent). Dans les régions catalanophones, on entend souvent [t] suivant la phonétique catalane ; on trouve également cette prononciation comme résultat d'une hypercorrection en Amérique hispanique. Pour éviter la chute, il peut également être renforcé en un [d] occlusif bien audible dans une diction soignée. Ainsi universidad > [uniβeɾsiˈðað], [uniβeɾsiˈða], [uniβeɾsiˈðaθ], [uniβeɾsiˈðat], [uniβeɾsiˈðad]
- [gw] tend souvent vers [ɣw] voire [w] y compris en début de mot[réf. nécessaire] : agua > [ˈaɣwa][8], guagua > [ˈgwaɣwa] (rare)/[ˈɣwaɣwa]/[ˈwawa][réf. nécessaire]
- Dans le langue familier, s final et implosif tend souvent à être aspiré en [h], voire à chuter. Dans la péninsule, il s'agit d'un trait andalou qui a connu une forte expansion.
- Les groupes consonantiques savants tendent à se simplifier par assimilation régressive dans le langue courant ou populaire (cette assimilation peut être partielle et se limiter au point d'articulation, ou être totale, la première consonne disparaissant alors totalement) : [tk], [kt], [kθ], [pt] > [kk]/[k], [tt]/[t], [θ], [tt]/[t], etc.
- [n] implosif est particulièrement instable devant les groupes consonantiques savants (type -str), comme en occitan et catalan. Par exemple, construcción est souvent prononcé [kostɾukˈθjon]/[kostɾukˈsjon]. Dans certains cas plusieurs variantes orthographiques sont admises, par exemple trasporte / transporte (plus commune), trascendencia / transcendencia (plus rare), etc.

### Traits péninsulaires
- Le catalan vélarise l en [ɫ] en position finale et implosive, trait que l'on peut retrouver dans l'espagnol parlé dans les Pays catalans.

#### Seseo et ceceo
La plupart des hispanophones ne distinguent pas /θ/ et /s/. Ils ne connaissent qu'un seul phonème, réalisé [s] (on parle de seseo) ou [θ] (ceceo) ; les séquences du types sc + i, e (> [sθ] dans le standard péninsulaire) sont simplifiées dans ces parlers en [θ] (ceceo) ou [s] (seseo). Il existe en réalité une grande variété dans la réalisation de ce phonème unique (par exemple la RAE en dénombre 6).
Les locuteurs seseantes réalisent majoritairement un [s] apico-alvéolaire, proche du s français (et donc différent du [s] prédominant en espagnol péninsulaire). Dans les parlers seseantes de la partie septentrionale de l'Andalousie on trouve néanmoins [s] dorso-dental[source insuffisante].
Les locuteurs ceceantes réalisent majoritairement un [θ], dont le caractère interdental est moins marqué que celui du standard péninsulaire.
Généralement le ceceo est perçu comme un trait vulgaire et campagnard, socialement dévalorisé, ce qui explique son recul au cours des dernières décennies.

##### Extension
Le seseo est prédominant :
- En Amérique hispanique (États-Unis compris), aux Canaries, dans la région de Murcie et dans une partie de l'Andalousie (notamment : zone ouest de la province de Huelva, ville de Séville, nord de la province de Séville, ville de Cadix plus grande partie de la province de Cordoue, extrême-nord de la province de Málaga).

En Espagne, les zones ceceantes sont,, :
- La quasi-totalité de la province de Cadix, hormis la ville de Cadix elle-même, majoritairement seseante ;
- La plus grande partie de la province de Malaga à l'exception de la zone d'Antequera ;
- La partie méridionale des provinces de Huelva, Séville et Grenade, et la comarque du Poniente almeriense ;
- Certains noyaux ceceantes existent également, isolés de l'ensemble majoritairement ceceante, dans des villages des provinces de Jaén et Cordoue.
- Outre en Andalousie, on le retrouve dans le coin sud-est de la région de Murcie (autour de Carthagène) et au nord-ouest de la province de Badajoz[13].

On trouve également des zones ceceantes éparses dans une bonne partie de l'Amérique hispanique (Amérique centrale et andine et andine principalement), bien que largement minoritaires.

### l'andalou
D'autres traits caractéristiques de l'andalou (que l'on peut généralement retrouver de façon plus ou moins systématique dans nombre d'autres parlers) sont :
- perte de la distinction entre [l] et [ɾ] en position implosive
- forte tendance à la chute de diverses consonnes finales, notamment [ð], [s]/[θ] [l] et [ɾ]
- en position intervocalique, tendance à l'amuissement des allophones fricatifs de /b/, /g/ et, surtout, de /d/, en particulier en position post-tonique
- [x], [s] et [f] implosifs intérieurs deviennent [h] (consonne aspirée), plus ou moins sensible ; ec phénomène peut également affecter également [s] intervocalique
- maintien de l'aspiration de h initial, prononcé lui aussi [h]

## Emprunts récents à d’autres langues
Les emprunts récents à d’autres langues — notamment l’anglais — ne suivent souvent pas les règles de prononciation classiques. Ces termes sont en général prononcés en suivant une adaptation à la phonétique locale — sans que l’usage soit clairement établi —, parfois avec la coexistence de deux variantes orthographiques (la graphie originale et la forme adaptée à l’espagnol).
Ainsi, le mot pub emprunté à l’anglais peut-être prononcé [ˈpab] (adaptation à la phonétique locale de l’anglais [ˈpʌb]) ou [ˈpub] (prononciation normale en accord avec l’orthographe). Le pluriel pubs présente un groupe inédit en espagnol traditionnel (-bs en finale) et peut être prononcé [ˈpafs], [ˈpaps], [ˈpufs], [ˈpups][réf. nécessaire].
Le français crêpe a donné deux formes crep et crepe.